# Духович, Григорий Емельянович
Григо́рий Емелья́нович Духо́вич (1900, Белоруссия — ?) — деятель ГПУ/НКВД СССР, старший лейтенант государственной безопасности, заместитель начальника УНКВД Карагандинской области. Входил в состав особой тройки НКВД СССР.

## Биография
Григорий Емельянович Духович родился в 1900 году в Белоруссии. Учился в реальном училище. С 1918 года по 1922 года призывался в РККА. В июне 1919 году вступил в члены РКП(б). С 1922 года его деятельность была связана с работой в органах ВЧК−ОГПУ−НКВД.
- 1922 год — уполномоченный Букеевского губотдела ОГПУ.
- 1927 год — уполномоченный Уральского губотдела ОГПУ.
- 1931 год — работа в ПП ОГПУ СССР по Казахской ССР.
- 1932—1936 годы — начальник СПО, заместитель начальника, временно исполняющий обязанности начальника УНКВД Актюбинской области.
- 1936—1937 годы — заместитель начальника УНКВД Карагандинской области. Этот период отмечен вхождением в состав особой тройки, созданной по приказу НКВД СССР от 30.07.1937 № 00447[2] и активным участием в сталинских репрессиях[3].
- 1940-е годы — заместитель начальника АХО НКВД Казахской ССР, начальник отдела по борьбе с бандитизмом УНКВД Джамбульской области[4].

Дальнейшая судьба Григория Емельяновича Духовича неизвестна.

## Награды
- 15.1.1945 — Орден Красного Знамени
- 21.2.1945 — Орден Ленина